# Trilogia dei Karnstein
La Trilogia dei Karnstein è una produzione cinematografica della Hammer Film Productions del 1970.
La Hammer, che aveva costruito sull'horror gotico parte della sua fama e della sua reputazione internazionali, alla fine degli Anni Sessanta si vide costretta a trovare nuovi spunti. I classici dell'orrore, i mostri quali Dracula, l'Uomo lupo o la mummia iniziavano a non fare più presa sul pubblico.

## Nuove richieste
Le profonde trasformazioni sociali di fine Anni Sessanta imposero tematiche più d'attualità. Una minore censura, inoltre, permetteva scene di esplorare l'eros in forme completamente nuove. 
Il femminismo e la rivoluzione sessuale si imposero, dunque, anche nel genere horror e fu così che la Hammer rivisitò il personaggio di Carmilla, vampira nata dalle penna di Joseph Sheridan Le Fanu. Il nome del personaggio fu declinato (forse per motivi di copyright) nei suoi anagrammi Mircalla e Marcilla, proponendo trame nelle quali l'icona del vampiro assumeva caratteri più sensuali, erotici e con sequenze di amore saffico. Il personaggio femminile passa, poi, dal ruolo di damigella in pericolo a principale antagonista della trama.

## La Trilogia
- Vampiri amanti
- Mircalla, l'amante immortale
- Le Figlie di Dracula

Protagoniste: Ingrid Pitt, Yutte Stensgaard, Madeleine e Mary Collinson.
Il primo capitolo della Trilogia dei Karnstein è Vampiri Amanti di Roy Ward Baker con Ingrid Pitt nei panni di Marcilla Karnstein, giovane ed avvenente vampira.
Il secondo capitolo è Mircalla, l'amante immortale di Jimmy Sangster del 1971, ambientato 40 anni dopo i fatti di Vampiri amanti. L'attrice danese Yutte Stensgaard interpreta la vampira Mircalla, riportata in vita dai Conti Karnstein durante una messa nera nel loro decadente maniero.
Il terzo ed ultimo capitolo è Le Figlie di Dracula (Twins of Evil) di John Hough del 1971, nel quale Carmilla/Mircalla/Marcilla ha un ruolo marginale. Dopo un rituale satanico torna in vita e vampirizza il giovane Conte Karnstein il quale inizia ad insidiare le belle nipoti (Madeleine e Mary Collinson) del reverendo Gustav Weill (Peter Cushing), puritano ed acceso persecutore della stregoneria. 
Malgrado il titolo, Dracula non compare nel film. La scelta italiana di distribuirlo così potrebbe essere legata al fatto che, fra il 1970 ed il 1972, la Hammer aveva proseguito al serie di Dracula, con tre pellicole in due delle quali la storica coppia Peter Cushing e Christopher Lee torna a rivestire i panni di Abraham Van Helsing e del Conte. Cushing è altresì elemento di continuità con al serie di Dracula poiché, in Vampiri Amanti e ne Le Figlie di Dracula recita nei panni di personaggi che si richiamano al ruolo di Van Helsing.
La Trilogia dei Karnstein è oggi un piccolo cult, seppure ai tempi non riscosse il successo sperato dalla Casa di produzione.